# 비투스

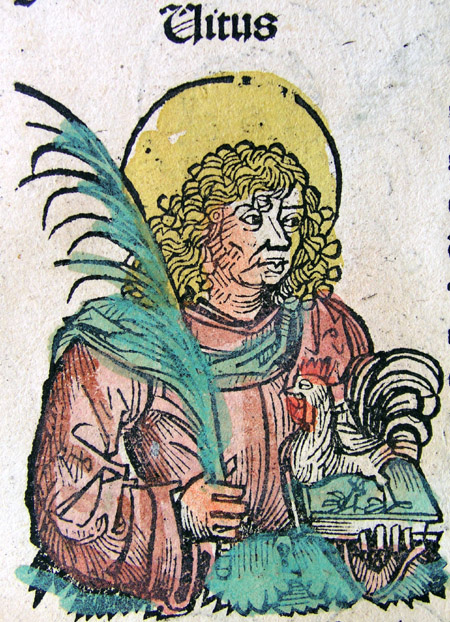
비투스

비투스(Vitus) 또는 구이도는 시칠리아 출신의 기독교 순교자이다. 그의 현존하는 성인전은 완전한 전설이다. 그의 실제 실제 수명은 알려지지 않았다. 그는 오랫동안 시칠리아의 순교자 모데스투스와 크레센시아와 연결되어 있었지만, 초기 자료에 따르면 이들은 원래 서로 다른 전통이었으며 나중에 합쳐졌음이 분명하다. 모데스투스와 크레센시아의 인물들은 아마도 허구일 것이다.

## 존경
세르비아에서 비도브단으로 알려진 그의 축일은 특히 역사적으로 중요하다.

## 같이 보기
- 무도광